# Sonate K. 176
La sonate K. 176 (F.537/L.163) en ré mineur est une œuvre pour clavier du compositeur italien Domenico Scarlatti.

## Présentation
La sonate K. 176 en ré mineur est notée Cantabile andante et forme la troisième partie d'un triptyque, avec les sonates K. 174 et 175, qui termine les premiers volumes des manuscrits de Venise et Parme. La forme de la K. 176 est comparable à la sonate K. 162, avec l'alternance d'un Andante lyrique et d'un mouvement plus rapide, Allegrissimo.

## Manuscrits

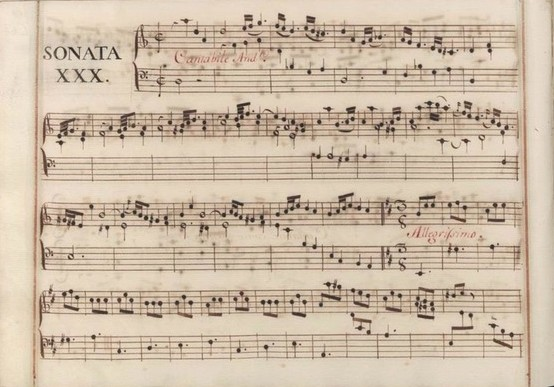
Sonate K. 176, no 30 et dernière du premier volume du manuscrit de Venise.

Le manuscrit principal est le 30, dernier numéro du volume I (Ms. 9772) de Venise (1752), copié pour Maria Barbara ; l'autre est Parme I 30 (Ms. A. G. 31406). Les autres sources manuscrites sont Münster V 30 (Sant Hs 3968) et Vienne A 22 (VII 28011 A).

## Interprètes
Au piano, la sonate K. 176 est peu jouée mais défendue notamment par Carlo Grante (Music & Arts vol. 1), Francesco Nicolosi (2007, Naxos, vol. 9) et Andrea Bacchetti (2012) ; au clavecin — outre  Scott Ross (1985, Erato) — elle est enregistrée par Richard Lester (Nimbus, vol. 1) et Pieter-Jan Belder (Brilliant Classics, vol. 2). Le guitariste Stephan Schmidt l'a interprétée dans son arrangement (1995, Valois).

## Sources
: document utilisé comme source pour la rédaction de cet article.
- Ralph Kirkpatrick (trad. de l'anglais par Dennis Collins), Domenico Scarlatti, Paris, Lattès, coll. « Musique et Musiciens », 1982 (1re éd. 1953 (en)), 493 p. (OCLC 954954205, BNF 34689181).
- Alain de Chambure, « Domenico Scarlatti : Intégrale des sonates — Scott Ross », p. 185, Erato (2564-62092-2), 1985 (OCLC 891183737) .